# Zeacolpus
Zeacolpus là một chi ốc biển kích thước trung bình-nhỏ, marine động vật chân bụng động vật thân mềm trong họ Turritellidae, được gọi là the turritellas hoặc tower shells.

## Các loài
Các loài trong chi Zeacolpus gồm có:
- Zeacolpus ahiparanus (Powell, 1927)
- Zeacolpus ascensus Marwick, 1957
- Zeacolpus blacki Marwick, 1957
- Zeacolpus capricornius Garrard, 1972[2]
- Zeacolpus delli Marwick, 1957
- Zeacolpus fulminatus Hutton, 1873[3]
- Zeacolpus knoxi knoxi Marwick, 1957
- Zeacolpus knoxi tardior Marwick, 1957
- Zeacolpus maorius (Powell, 1940)
- Zeacolpus mixtus Finlay, 1930
- Zeacolpus pagodus (Reeve, 1849)
- Zeacolpus pagoda pagoda (Reeve, 1849)
- Zeacolpus pagoda powelli Marwick, 1957
- Zeacolpus symmetricus (Hutton, 1873)
- Zeacolpus vittatus (Hutton, 1873)